# Jonquières (Vaucluse)
Jonquières é uma comuna francesa na região administrativa da Provença-Alpes-Costa Azul, no departamento de Vaucluse. Estende-se por uma área de 23.87 km². Em 2010 a comuna tinha 5 499 habitantes (densidade: 230,4 hab./km²).